# Alexandre Dang
Pour les articles homonymes, voir Dang.
Alexandre Dang est un artiste plasticien français né le 19 mai 1973 à Strasbourg. Il vit et travaille actuellement à Bruxelles en Belgique.

## Biographie

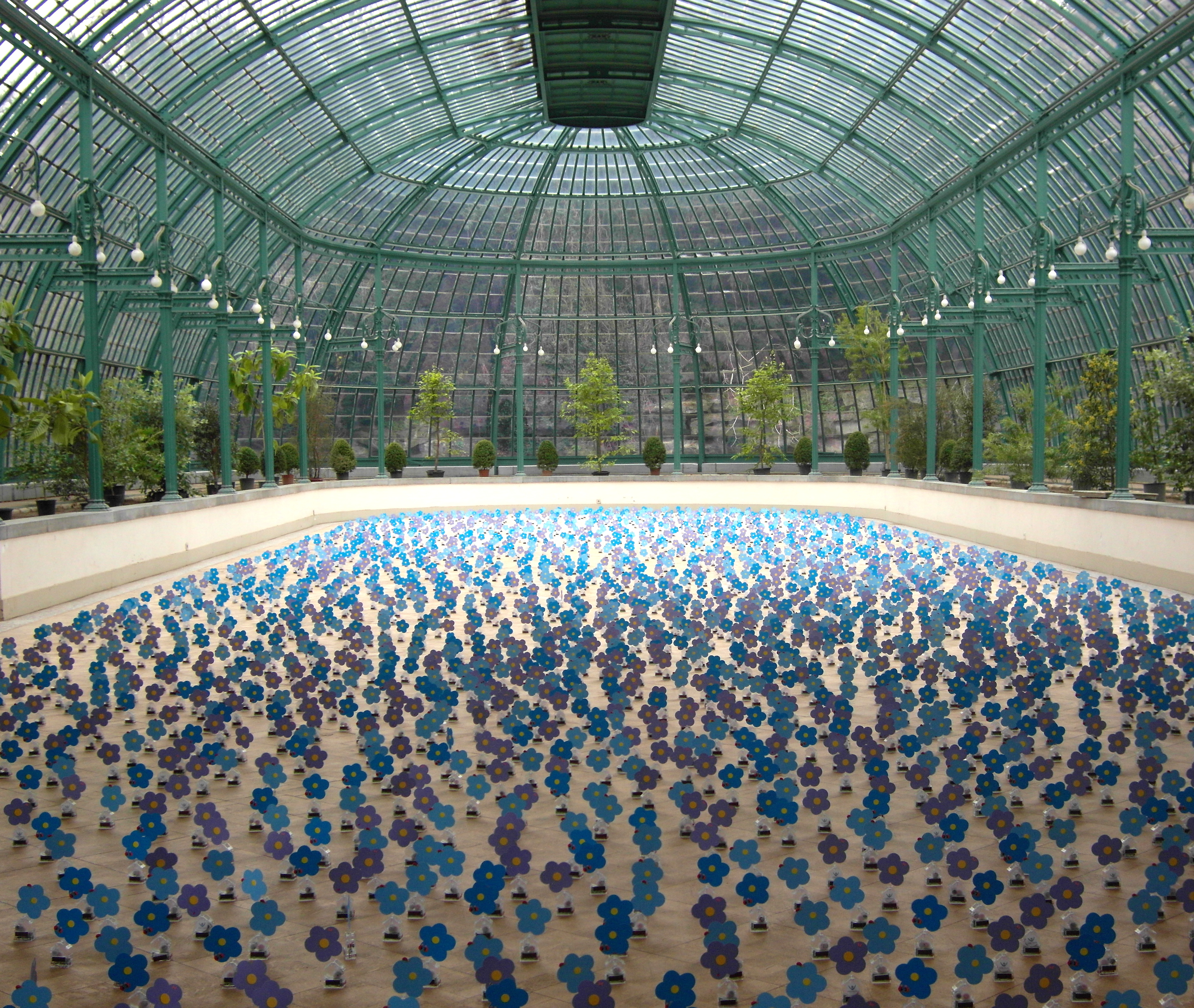
« The Dancing Solar Forget-Me-Not » - Alexandre Dang - Serres Royales de Laeken, Bruxelles, 2010

Scientifique de formation (ingénieur diplômé de l’École polytechnique et de l’École nationale des ponts et chaussées), Alexandre Dang a développé sa propre création artistique en intégrant souvent l’énergie solaire comme source énergétique dans des œuvres en mouvement. Il s'inscrit ainsi dans un courant artistique appelé Art Solaire, Solar Art ou encore Solar artwork, qui intègre l'énergie solaire dans les œuvres d'art.
Alexandre Dang a commencé son travail artistique en 2004, influencé entre autres par des artistes comme Alexander Calder avec ses mobiles et ses stabiles et Jean Tinguely avec ses machines.
Ses Fleurs Solaires Dansantes sont devenues emblématiques de son travail artistique. « Chaque fleur comporte un moteur alimenté par une cellule solaire photovoltaïque ». La cellule transforme la lumière en électricité qui actionne le moteur et permet ainsi à la fleur de se mettre en mouvement de façon perpétuelle tant qu’il y a de la lumière. « Ce plasticien humaniste, qui allie démarche scientifique et préoccupation environnementale, élabore un projet qui intègre l'énergie solaire comme source énergétique dans des œuvres en mouvement ;  plus l'intensité lumineuse est forte, plus l'amplitude de la danse des fleurs est importante »

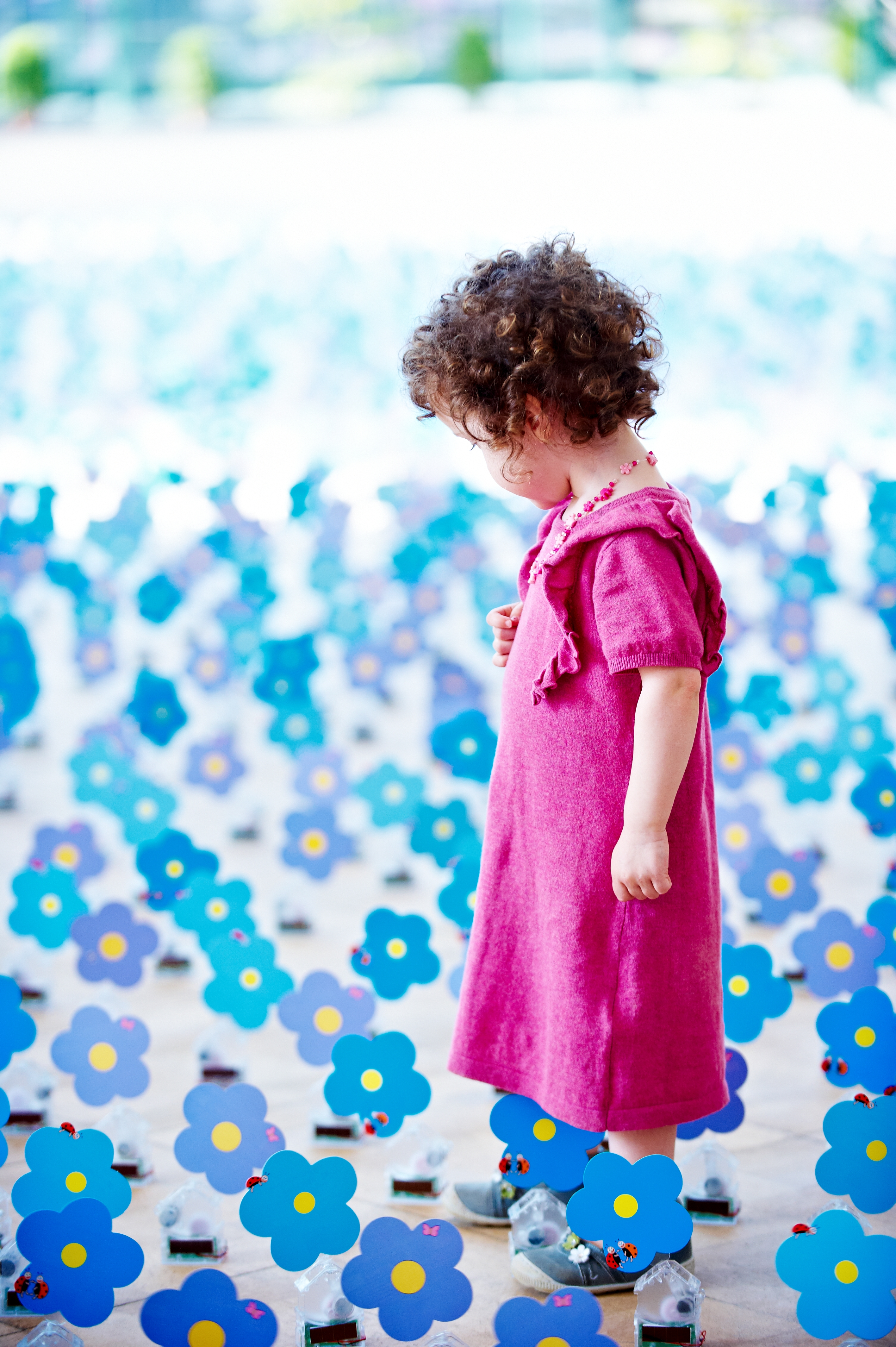
Alexandre Dang - Serres Royales de Laeken, Bruxelles, 2010

Au-delà de la dimension esthétique de son travail, les œuvres invitent le spectateur à un questionnement sur l’utilisation de l’énergie de nos jours et sur les perspectives énergétiques. « À travers mes œuvres animées par l'énergie solaire, je souhaite donc sensibiliser le grand public à ces problématiques »
En relation avec son travail artistique, Alexandre Dang anime des ateliers artistiques afin de sensibiliser les publics aux énergies durables à travers la création artistique plastique. Il intervient, notamment dans des écoles (École européenne d'Uccle, École européenne de Woluwe-Saint-Lambert…), au cours des Journées européennes de l'énergie solaire (Solar Days) ou durant des festivals, comme le Festival Couleur Café.
Alexandre Dang soutient Solar Solidarity International, une association internationale sans but lucratif (AISBL), pour la réalisation de projets d’électrification solaire dans les pays en développement. Solar Solidarity International coopère avec d'autres organisations non gouvernementales comme Électriciens sans frontières et Solaire sans Frontières. Alexandre Dang a ainsi contribué financièrement à l'électrification solaire de l'hôpital de Daga-Youndoum au Sénégal, à l'électrification solaire d'une école à M'Pédougou au Mali, à l'électrification, au chauffage et à la cuisine solaire de l'orphelinat de MikumiKids en Tanzanie.

## Expositions

### 2018
- Shifang Cultural Center, Chongqing, Chine - "Harmony and Peace", Solo Exhibition
- Université Yonsei, Séoul, Corée du Sud - Exposition de vidéos
- Cultural Center Correios, Rio de Janeiro, Brasil - In situ installation of Dancing Solar Flowers "Luz, Vida e Paz"
- Heritage Space Cultural Center, Hanoi, Vietnam - "Light and Life", Solo Exhibition
- Sun Gallery, Hayward, CA, USA - Exposition de vidéos

### 2017
- Chengdu A4 Art Museum, Chengdu, Chine - Dancing Solar Flowers at ISTART Chidren's Art Festival
- Muzeon Park of Arts, Moscou, Russie - Installation of Dancing Solar Flowers in cooperation with Fond Podsolnuh at the Moscow Flower Show
- Kronstadt, Saint-Petersburg, Russie - Installation of Dancing Solar Flowers au Kronfest "Ecology and Art Festival"
- Elektrownia, Radom, Pologne - Exposition monographique
- Museo Luigi Bailo, Treviso, Italie - Dancing Solar Flowers
- Villa Méditerranée, Marseille, France - Dancing Solar Flowers, In Situ Solar Art

### 2016
- Muséum d'histoire naturelle de Genève, Genève, Switzerland - Dancing Solar Flowers
- KINTEX (Korea International Exhibition Center), Goyang, Corée du Sud - Exposition spéciale, Dancing Solar Flowers par le curateur KIM Ji-Yong
- Bibliothèque EPM, Medellin, Colombie - Dancing Solar Flowers
- Museum of Contemporary Art (MOCA), Xi'An, Chine - Dancing Solar Flowers
- Nian Dai Mei Shu Guan (Epoch Art Museum), Wenzhou, Chine - Dancing Solar Flowers
- Arcade, Aix-en-Provence, France - Exposition Solar Art - Video

### 2015
- Art Tower Mito, Mito, Japon - Dancing Solar Flowers
- Musée National de Singapour, Singapour - Dancing Solar Flowers at "Masak Masak" Children's Season
- Museo dei Bambini (MUBA), Milan, Italie - Dancing Solar Flowers
- International Kinetic Art Exhibition and Symposium, Boynton Beach, Miami, Florida, USA - Dancing Sol'Art Butterflies
- John Jay College, New York City, USA - Dancing Solar Flowers
- Muséum régional des Sciences naturelles, Mons, Belgique - The Field of Turning Solar Sunflowers

### 2014
- Roundabout N4 / N958 (Highway E 42, exit 12), Namur, Belgique - Some seeds fell into good soil and produced a crop
- Hsinchu, Taipei, Taiwan - MORIART Festival - Dancing Solar Flowers and Wind Flowers
- Central House of Artists, "The State Tretyakov Gallery at Krymsky Val", Moscou, Russie - Dancing Solar Flowers at Science Art
- Museum of Contemporary Art (MOCA), Taipei, Taiwan - Dancing Solar Flowers
- Parc du Cinquantenaire, Bruxelles, Belgique- Dancing Solar Flowers at Fête de l'Environnement
- Institut Français - Centre Saint-Louis, Rome, Vatican - Dancing Solar Flowers

### 2013
- Biennale de Cerveira, Vila Nova de Cerveira, Casa Amarela,  Portugal - Dancing Solar Flowers and Butterflies
- Espace Electra, Fondation EDF, Paris, France - Made in Light - Vous êtes la Lumière du Monde
- Aéroport Marco Polo, Venise, Italie - Dancing Solar Poppies and Butterflies
- Chateau Swan, Chine - OCT Project Department of Xi’an - Dancing Solar Flowers
- Musée des Beaux-Arts de Tournai, Tournai, Belgique - La Beauté sauvera le Monde - Champ de Tournesols Solaires Tournants [6]
- Alliance Française de Hong Kong, Hong Kong, China - Le French May - Dancing Solar Flowers [7]

### 2012
- Soho Gallery for Digital Art, New York, États-Unis - Land Art Generator Initiative (LAGI) - The Turning Sunflowers
- Pavillon Européen du Sommet de la Terre, Rio, Brésil - Rio+20 - Photographies du Field of Dancing Solar Flowers
- Commission européenne, Bruxelles, Belgique - Semaine Européenne de l'énergie durable - The Field of Turning Solar Sunflowers
- Place du Sablon, Bruxelles, Belgique - The Solar Flowers Dancing in « Hymne à la Vie »
- Singapore Art Museum - Art Garden 2012 - The Solar Flowers Dancing on the Façade of SAM [8]
- Pavillon belge de l'Exposition Internationale, Yeosu, Corée du Sud - Exposition spécialisée de 2012 - Dancing Solar Waves and Flowers

### 2011
- Parlement européen, Bruxelles, Belgique - Dancing Solar Flowers [9]
- Singapore Art Museum, Singapour - Dancing Solar Flowers
- Kadriorg Park, Tallinn, Estonie - Tallinn 2011 - Capitale européenne de la culture - Field of Dancing Solar Flowers
- Atomium, Bruxelles, Belgique - Journée Internationale des Enfants disparus en coopération avec l'ONG Child Focus - Dancing Solar Forget-Me-Not
- Musée d'histoire naturelle de Mons, Belgique - Field of Dancing Solar Flowers

### 2010
- Palais royal de Bruxelles, Belgique - En coopération avec les ONG Child Focus et Missing Children Europe - Dancing Solar Flowers et Dancing Solar Forget-Me-Not
- Commission européenne (Bâtiment Charlemagne), Bruxelles, Belgique - Green Week en partenariat avec BirdLife International - Dancing Solar Flower
- Exposition universelle de 2010, Pavillons belge et français, Shanghai, Chine - The Dancing Solar Magnolias [10]
- Serres royales de Laeken, Bruxelles, Belgique - The Dancing Solar Forget-Me-Not [11]
- Commission européenne, Bruxelles, Belgique - Semaine européenne de l'énergie durable - Dancing Solar Art

### 2009
- Espace Champerret, Paris, France - Manifestation d'Art Contemporain MAC Paris - Field of Dancing Solar Sunflowers et L'Art fait bouger les choses [12]
- Galeries royales Saint-Hubert, Bruxelles, Belgique - Journée Internationale des Enfants disparus en coopération avec l'ONG Child Focus - Dang'cing Solar Forget-Me-Not
- Serres royales de Laeken, Bruxelles, Belgique - En collaboration avec l'ONG Child Focus - Dang'cing Sol'Art Forget-Me-Not [13]
- Commission européenne (Tour Madou et bâtiment Charlemagne), Bruxelles, Belgique - Semaine européenne de l'énergie durable - Dang'cing Sol'Art Mobiles
- Palais des beaux-arts de Bruxelles (Bozar), Bruxelles, Belgique - Truc Troc - Dang'cing Sol'Art Flowers Mobiles [14]

### 2008
- Feria Valencia, Espagne -  European PV Solar Energy Exhibition and Conference - Dang'cing Sol'Art Flowers
- École Européenne de Bruxelles I, Bruxelles, Belgique - 50e anniversaire de l'École - Dang'cing Solar Art
- Commission européenne (Bâtiment Berlaymont), Bruxelles, Belgique - avec les élèves de l'École Européenne de Bruxelles - Dang'cing Sol'Art Flowers
- Conseil européen (Justus Lipsius), Bruxelles, Belgique - The Sol'Art Flowers Dang'cing for Joy for Europe: United in Diversity! [15]
- Commission européenne (Bâtiment Charlemagne), Bruxelles, Belgique - Semaine des énergies renouvelables - Dang'cing Solar Art

### 2007
- Commission européenne (Bâtiment Berlaymont) Bruxelles, Belgique - Cérémonie du Schuman Trophy - Dancing Solar Flowers
- Place Royale, Bruxelles, Belgique - Fête nationale belge - The Solar Flowers Dang'cing for Europe
- Chapelle de la Résurrection, Bruxelles, Belgique - The Solar Flowers Dang'cing for Europe
- Commission européenne (Bâtiment Berlaymont), Bruxelles, Belgique - Semaine européenne de l'énergie durable - Europe Dang'cing for Joy

### 2006
- Autoworld,  Bruxelles, Belgique - DG TREN Day - Dang'cing Sunflowers
- Parlement européen, Bruxelles, Belgique - 1re Assemblée générale de la Plateforme Technologique européenne photovoltaïque - Dang'cing Sunflowers
- Commission européenne (Bâtiment Berlaymont), Bruxelles, Belgique - Journées Portes Ouvertes - Dang'cing Solar Art
- Commission européenne (Bâtiment Berlaymont), Bruxelles, Belgique - Field of Dang'cing Sunflowers

### 2005
- Cathédrale Saints-Michel-et-Gudule de Bruxelles, Belgique - Dang'cing Solar Art
- Centre de Conférence, Barcelone, Espagne - Conférence internationale de l'énergie solaire - Dang'cing Solar Art
- Commission européenne (Bâtiment Charlemagne), Bruxelles, Belgique - Green Week - Dang'cing Solar Art
- Parlement européen, Bruxelles, Belgique - Dang'cing Solar Art

### 2004
- Parlement européen, Bruxelles, Belgique - Dang'cing Solar Art
- Commission européenne (Bâtiment Charlemagne), Bruxelles, Belgique - Lancement de la Plateforme Technologique européenne photovoltaïque - Viva Europa !

## Prix
- Prix du Meilleur Jeune Artiste de l'Année au "2018 GAMMA Young Artist Competition"
- Prix d'Art Chrétien 2012 decerné à Alexandre Dang
- Sélectionné au Prix de la jeune sculpture 2011 de la Communauté Française de Belgique à l'Université de Liège dans l'Abbaye de Gembloux, Belgique

## Ateliers
- 2018 : Brickworks, Toronto, Canada - Fill in yours own pattern!
- 2017 : Children Hospital RDKB, Moscou, Russie - Fill in yours own pattern!
- 2016 : Sharjah International Book Fair, Sharjah, Emirates - Fill in yours own pattern!
- 2015 : Morocco Solar Festival, Ouarzazate, Moroco - Fill in your own pattern!
- 2015 : Art Works for Change - Videos of Dancing Solar Flowers at "Footing the Bill: Art and Our Ecological Footprint"
- 2013 : École Robert Dubois, Hôpital des Enfants Reine Fabiola, Bruxelles, Belgique - Fill in your own pattern!
- 2013 : The East, Hopewell Center, Hong Kong, Chine - Fill in your own pattern!
- 2012 : École Parc Schuman, Woluwe-Saint-Lambert, Bruxelles, Belgique -  Fill in your own pattern!
- 2009 : École Européenne de Bruxelles II (Woluwe-Saint-Lambert), Bruxelles, Belgique - Art and Renewable Energy
- 2008 : Commission Européenne (Berlaymont), Bruxelles, Belgique - Avec les enfants de l'École Européenne de Bruxelles I (Uccle) - Dang’cing Sol’Art Flowers
- 2008 : Parc du Cinquantenaire, Bruxelles, Belgique - Solar Days

## Conférences

### 2018
- Heritage Space Cultural Center, Hanoï, Vietnam - Conférence, Artist talk “Solar Art”

### 2017
- University of Liège, Complex Opéra, Liège, Belgique - World Humanities Conference, co-organisé avec UNESCO, le 8 août

- Muzeon Park of Arts, Moscow, Russie - Conférence "Solar Art" in cooperation with Fond Podsolnuh at the Moscow Flower Show

### 2016
- Biblioteca EPM, Medellín, Colombia - Conférence «Solar Art »
- Museum of Contemporary Art (MOCA), Xi’AN, Chine - Conférence «Solar Art »
- Arcade, Aix-en-Provence, France - Conférence «Solar Art »

### 2014
- Furman University, John’s Hall 101, Greenville, South Carolina, USA - Conférence «Solar Art »

### 2013
- Commission Européenne (Van Maerlant 2), Bruxelles, Belgique - Conférence « How Solar Energy becomes Art? » durant la Semaine Européenne des Énergies Durables
- Bilbao Arte, Bilbao, Espagne - Conférence « La Ciencia y el Arte »[16]

### 2012
- Commission Européenne (Van Maerlant 2), Bruxelles, Belgique - Conférence sur « Artworks Powered by Solar Energy » durant la Semaine Européenne des Énergies Durables

### 2011
- Délégation Bretagne, Bruxelles, Belgique Conférence « Art et développement durable »